# Patti Smith
Patricia Lee Smith (Chicago, 30 de dezembro de 1946) é uma cantora, compositora, poeta, pintora, autora e fotógrafa americana. O seu álbum de estreia, Horses (1975), tornou-a uma figura influente no movimento punk rock de Nova York. Smith fundiu rock e poesia na sua obra, destacando-se por seu estilo único. Em 1978, a sua música mais conhecida, "Because the Night", coescrita com Bruce Springsteen, alcançou o 13.º lugar na Billboard Hot 100 e o 5.º lugar na UK Singles Chart. Conhecida como "poetisa do punk", ela trouxe um lado feminista e intelectual à música punk e tornou-se uma das mulheres mais influentes do rock and roll.
Em 2005, Smith foi nomeada Comandante da Ordem das Artes e das Letras pelo Ministério da Cultura da França. Em 2007, foi introduzida no Hall da Fama do Rock and Roll. Em novembro de 2010, Smith ganhou o National Book Award por sua autobiografia Just Kids, escrita para cumprir uma promessa feita a Robert Mapplethorpe, seu parceiro de longa data. Ela ocupa a 47.ª posição na lista dos 100 Maiores Artistas de Todos os Tempos da revista Rolling Stone, publicada em 2010, e recebeu o Prêmio Polar de Música em 2011.

## Início da vida e educação
Smith nasceu em 30 de dezembro de 1946, no Grant Hospital, na área de Lincoln Park, em Chicago. A sua mãe, Beverly Smith, era uma cantora de jazz que se tornou garçonete, e seu pai, Grant Smith, era operador de máquinas na empresa Honeywell. A família tem ascendência parcialmente irlandesa, e Patti é a mais velha de quatro irmãos, com os irmãos Linda, Kimberly e Todd.
Quando Smith tinha quatro anos, a família mudou-se de Chicago para a região de Germantown, na Filadélfia. Depois, foram para Pitman, em Nova Jersey, e, por fim, estabeleceram-se em Woodbury Gardens, no município de Deptford, também em Nova Jersey.
Desde cedo, Smith foi exposta à música, incluindo álbuns como Shrimp Boats, de Harry Belafonte, The Money Tree, de Patience and Prudence, e Another Side of Bob Dylan, o quarto álbum de Bob Dylan, lançado em 1964, que a sua mãe lhe deu.
Em 1964, Smith formou-se na Deptford Township High School e começou a trabalhar numa fábrica. Ela frequentou brevemente o Glassboro State College, atualmente conhecido como Universidade de Rowan, em Glassboro, Nova Jérsei.

## Carreira

### Primeiras apresentações
Smith foi a Paris com a sua irmã em 1969, onde começou a se apresentar nas ruas e a fazer performances de arte. Ao retornar a Manhattan, ela morou no Hotel Chelsea com Mapplethorpe. Eles frequentavam o Max's Kansas City na Park Avenue, e Smith fez a trilha sonora falada para o filme de arte Robert Having His Nipple Pierced, de Sandy Daley, estrelado por Mapplethorpe. No mesmo ano, Smith atuou com Jayne County na peça Femme Fatale, de Jackie Curtis, e também estrelou a peça Island, de Anthony Ingrassia. Como membro do Poetry Project, ela passou o início da década de 1970 pintando, escrevendo e apresentando-se.
Em 1969, Smith também atuou na peça de um ato Cowboy Mouth, que coescreveu com Sam Shepard. As instruções da peça publicada pedem "um homem que se pareça com um coiote e uma mulher que se pareça com um corvo". Smith escreveu vários poemas sobre Shepard e o seu relacionamento com ele, incluindo "for sam shepard" e "Sam Shepard: 9 Random Years (7 + 2)", que foram publicados em Angel City, Curse of the Starving Class & Other Plays (1976).

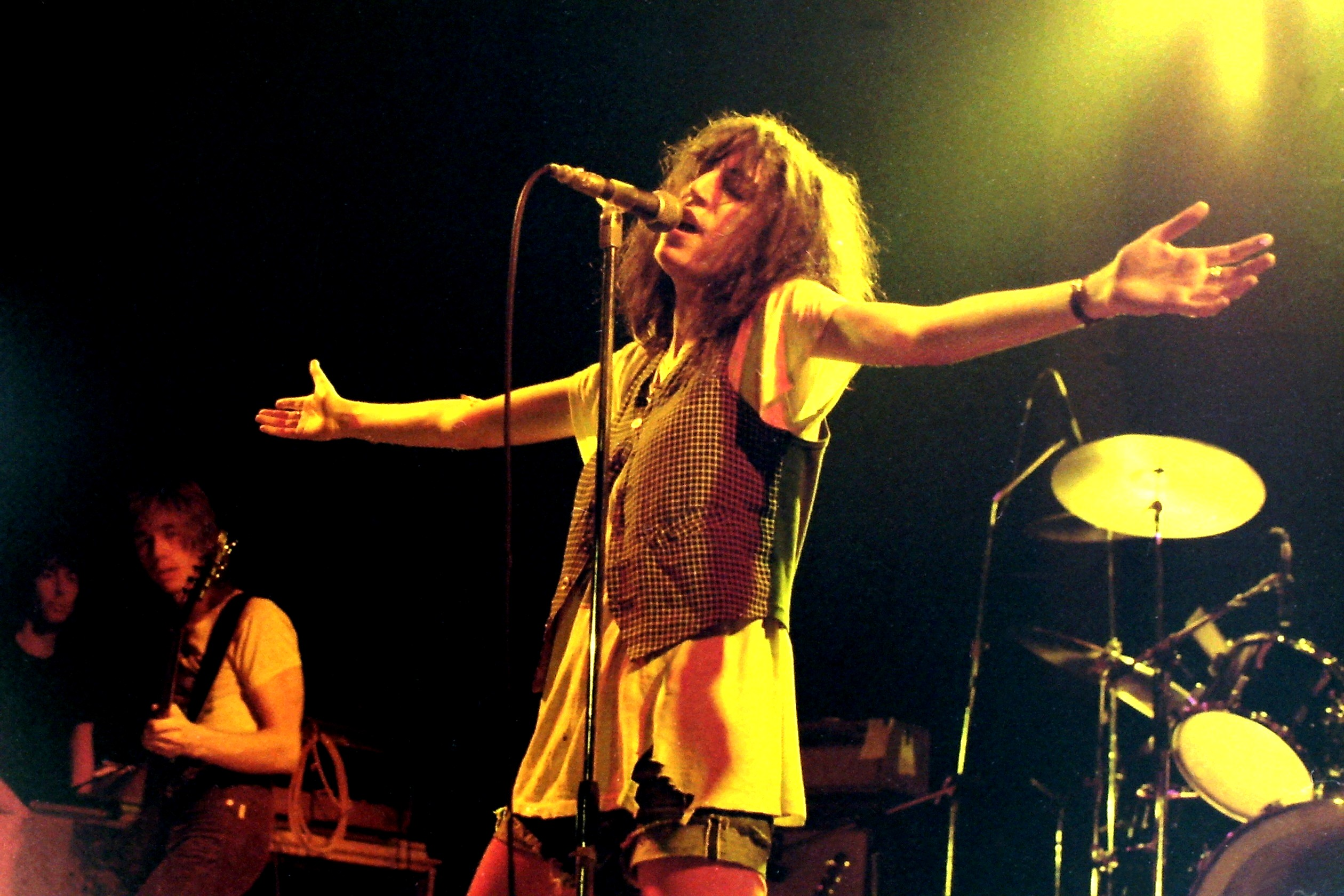
Smith se apresentando na Alemanha Ocidental em 1978

Em 10 de fevereiro de 1971, Smith, acompanhada por Lenny Kaye na guitarra elétrica, abriu o show de Gerard Malanga, marcando a sua primeira apresentação pública de poesia.
Smith foi brevemente considerada a vocalista principal da Blue Öyster Cult. Ela contribuiu com letras para várias músicas da banda, incluindo "Debbie Denise", que foi inspirada nos seus poemas "In Remembrance of Debbie Denise", "Baby Ice Dog", "Career of Evil", "Fire of Unknown Origin", "The Revenge of Vera Gemini", na qual ela faz vocais em dueto, e "Shooting Shark". Na época, ela estava romanticamente envolvida com Allen Lanier, o tecladista da banda. Durante esses anos, Smith também atuou como jornalista de música rock, escrevendo periodicamente para as revistas Rolling Stone e Creem.

### The Patti Smith Group

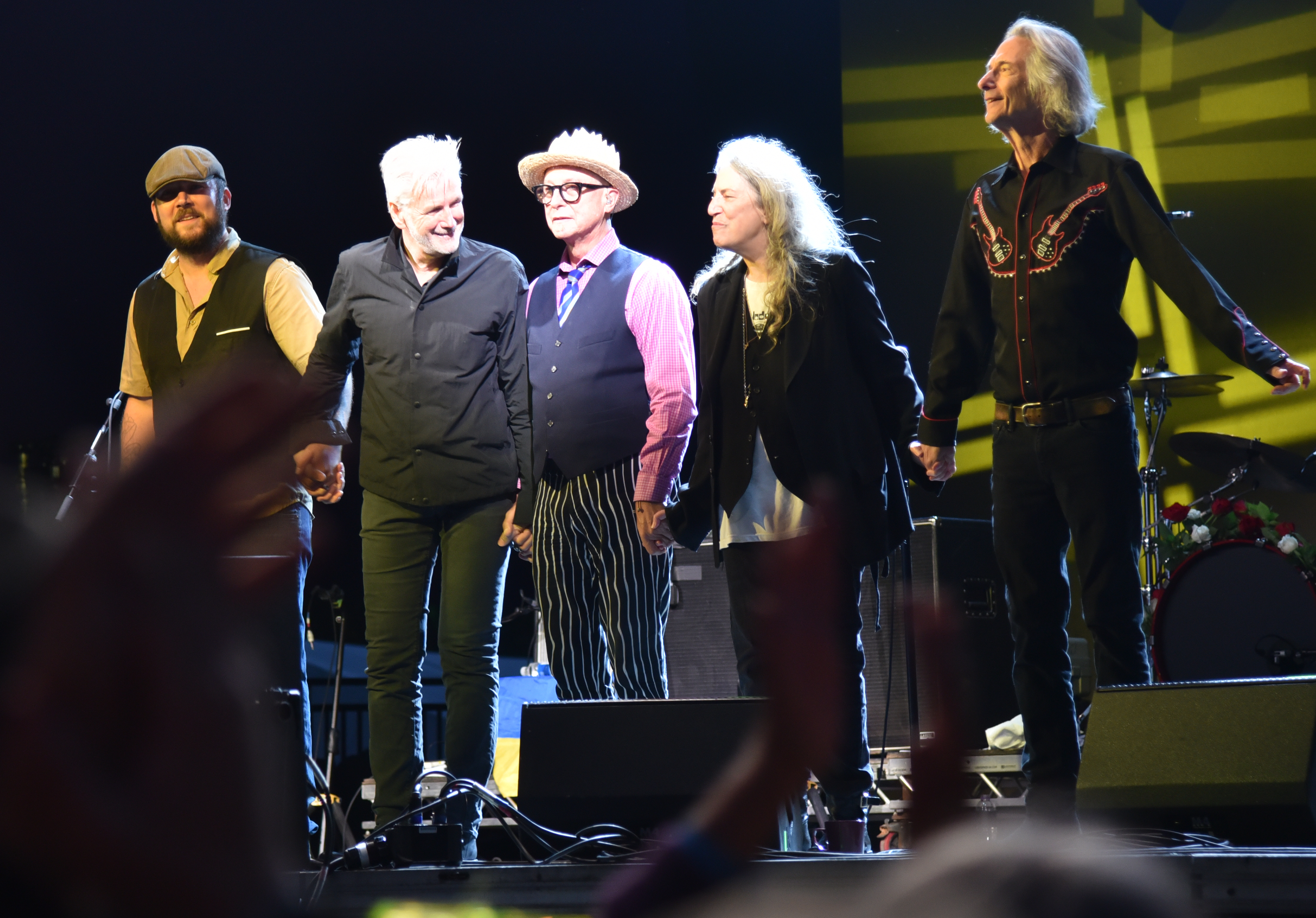
Integrantes da banda em 2022. Da esquerda para a direita: Jackson Smith (filho de Patti), Tony Shanahan, Jay Dee Daugherty, Patti Smith e Lenny Kaye

Em 1973, Smith uniu-se novamente ao músico e arquivista do rock Lenny Kaye, e posteriormente adicionou Richard Sohl ao piano. O trio desenvolveu-se numa banda completa com a adição de Ivan Král na guitarra e baixo e Jay Dee Daugherty na bateria. Kral era um refugiado da Checoslováquia que havia se mudado para os Estados Unidos em 1966 com os seus pais, que eram diplomatas. Após a invasão soviética da Checoslováquia em agosto de 1968, Kral decidiu não retornar.
Financiada por Sam Wagstaff, a banda gravou o seu primeiro single, "Hey Joe/Piss Factory", em 1974. O lado A era uma versão do padrão do rock com a adição de uma peça de spoken word sobre Patty Hearst, uma herdeira foragida. O lado B descreve a alienação helpless que Smith sentia enquanto trabalhava em uma linha de montagem de fábrica e a salvação que ela sonha em alcançar ao escapar para a cidade de Nova Iorque. Em uma entrevista de 1996 sobre influências artísticas durante a sua juventude, Smith disse: "Eu havia dedicado tanto dos meus sonhos de menina a Rimbaud. Rimbaud era como o meu namorado".
Mais tarde, naquele ano, ela apresentou "I Wake Up Screaming", um poema, no álbum The Whole Thing Started with Rock & Roll Now It's Out of Control, de Ray Manzarek, dos The Doors.

#### Álbuns

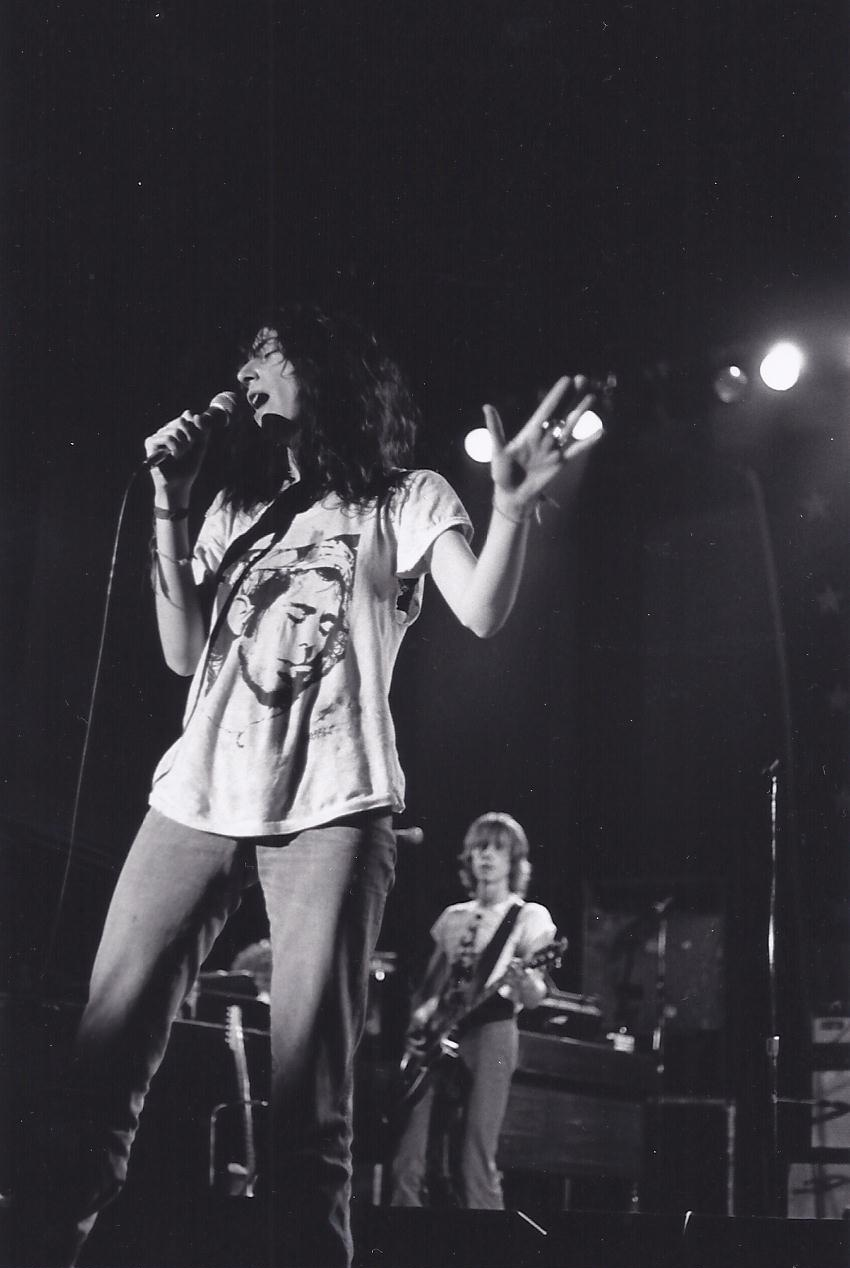
Smith se apresentando na Universidade Cornell em 1978

Em março de 1975, o grupo de Smith, Patti Smith Group, começou um conjunto de apresentações de fim de semana de dois meses no CBGB, em Nova Iorque, com a banda Television. O Patti Smith Group foi descoberto por Clive Davis, que os contratou para a Arista Records.
Mais tarde naquele ano, o Patti Smith Group gravou o seu álbum de estreia, Horses, produzido por John Cale em meio a algumas tensões. O álbum fundiu punk rock e poesia falada e começa com uma versão de "Gloria", de Van Morrison, e as palavras de abertura de Smith: "Jesus morreu pelos pecados de alguém, mas não pelos meus", um trecho do poema "Oath", um dos primeiros poemas de Smith. A austera fotografia de capa de Mapplethorpe se tornou uma das imagens clássicas do rock.
À medida que o punk rock crescia em popularidade, o Patti Smith Group fez turnês pelos Estados Unidos e pela Europa. O som mais cru do segundo álbum do grupo, Radio Ethiopia, refletiu essa mudança. Consideravelmente menos acessível do que Horses, Radio Ethiopia inicialmente recebeu críticas ruins. No entanto, várias da suas músicas resistiram ao teste do tempo, e Smith ainda as apresenta ao vivo. Ela afirmou que Radio Ethiopia foi influenciado pela banda MC5.
Em 23 de janeiro de 1977, durante uma turnê em apoio ao Radio Ethiopia, Smith acidentalmente dançou para fora de um palco alto em Tampa, Flórida, e caiu de uma altura de 4,5 metros num fosso de orquestra de concreto, quebrando várias vértebras cervicais. A lesão exigiu um período de repouso e fisioterapia, durante o qual ela afirma ter conseguido reavaliar, reenergizar e reorganizar a sua vida.
O Patti Smith Group produziu mais dois álbuns. Easter, lançado em 1978, foi o disco de maior sucesso comercial da banda. Incluía o principal single do grupo, "Because the Night", coescrita com Bruce Springsteen. Wave (1979) foi menos bem-sucedido, embora as músicas "Frederick" e "Dancing Barefoot" tenham recebido airplay comercial.
Durante a maioria da década de 1980, Patti viveu com a sua família em St. Clair Shores, Michigan, e estava semi-reformada da música. Ela acabou se mudando de volta para Nova Iorque.

#### Turnês e álbuns adicionais

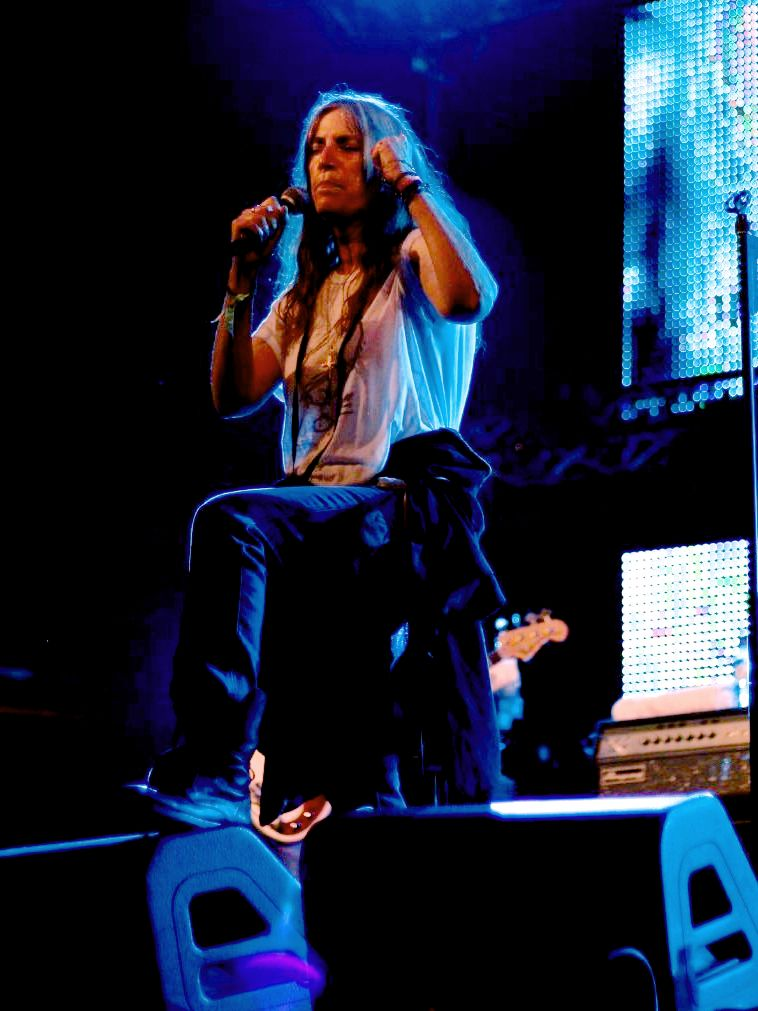
Smith se apresentando no Primavera Sound Festival em Barcelona, em junho de 2007

Em junho de 1988, Smith lançou o álbum Dream of Life, que incluía a canção "People Have the Power". Michael Stipe, do R.E.M., e Allen Ginsberg, que ela conhecia desde os seus primeiros anos em Nova York, a incentivaram a retornar à música ao vivo e às turnês. Ela fez uma breve turnê com Bob Dylan em dezembro de 1995, que foi documentada num livro de fotografias de Stipe.
Em 1996, Smith trabalhou com os seus colegas de longa data para gravar Gone Again, que inclui "About a Boy", uma homenagem a Kurt Cobain, o ex-vocalista do Nirvana que morreu por suicídio em 1994.
No mesmo ano, ela colaborou com Stipe na canção "E-Bow the Letter", do álbum New Adventures in Hi-Fi do R.E.M., que ela apresentou ao vivo com a banda. Após o lançamento de Gone Again, Smith gravou dois álbuns adicionais: Peace and Noise em 1997, que incluía o single "1959", sobre a invasão do Tibete pela China, e Gung Ho em 2000, que continha músicas sobre Ho Chi Minh e o seu falecido pai. Smith foi indicada ao Grammy na categoria Melhor Performance Vocal Rock Feminina por duas canções, "1959" e "Glitter in Their Eyes".
Um box set do trabalho de Smith até aquele momento, The Patti Smith Masters, foi lançado em 1996. Em 2002, Smith lançou Land (1975–2002), uma coletânea em dois CDs que inclui uma versão da canção "When Doves Cry", de Prince. A exposição de arte solo de Smith, intitulada Strange Messenger, foi realizada no Museu Andy Warhol em Pittsburgh no dia 28 de setembro de 2002.
Em 27 de abril de 2004, Smith lançou Trampin', que inclui várias canções sobre maternidade, em parte como tributo à sua mãe, que falecera dois anos antes. Este foi seu primeiro álbum pela Columbia Records, que se tornou uma gravadora irmã da Arista Records, seu rótulo anterior. Smith também foi a curadora do festival Meltdown em Londres, no dia 25 de junho de 2005, onde apresentou Horses ao vivo na íntegra pela primeira vez. Essa apresentação ao vivo foi lançada mais tarde em 2004 como Horses/Horses.

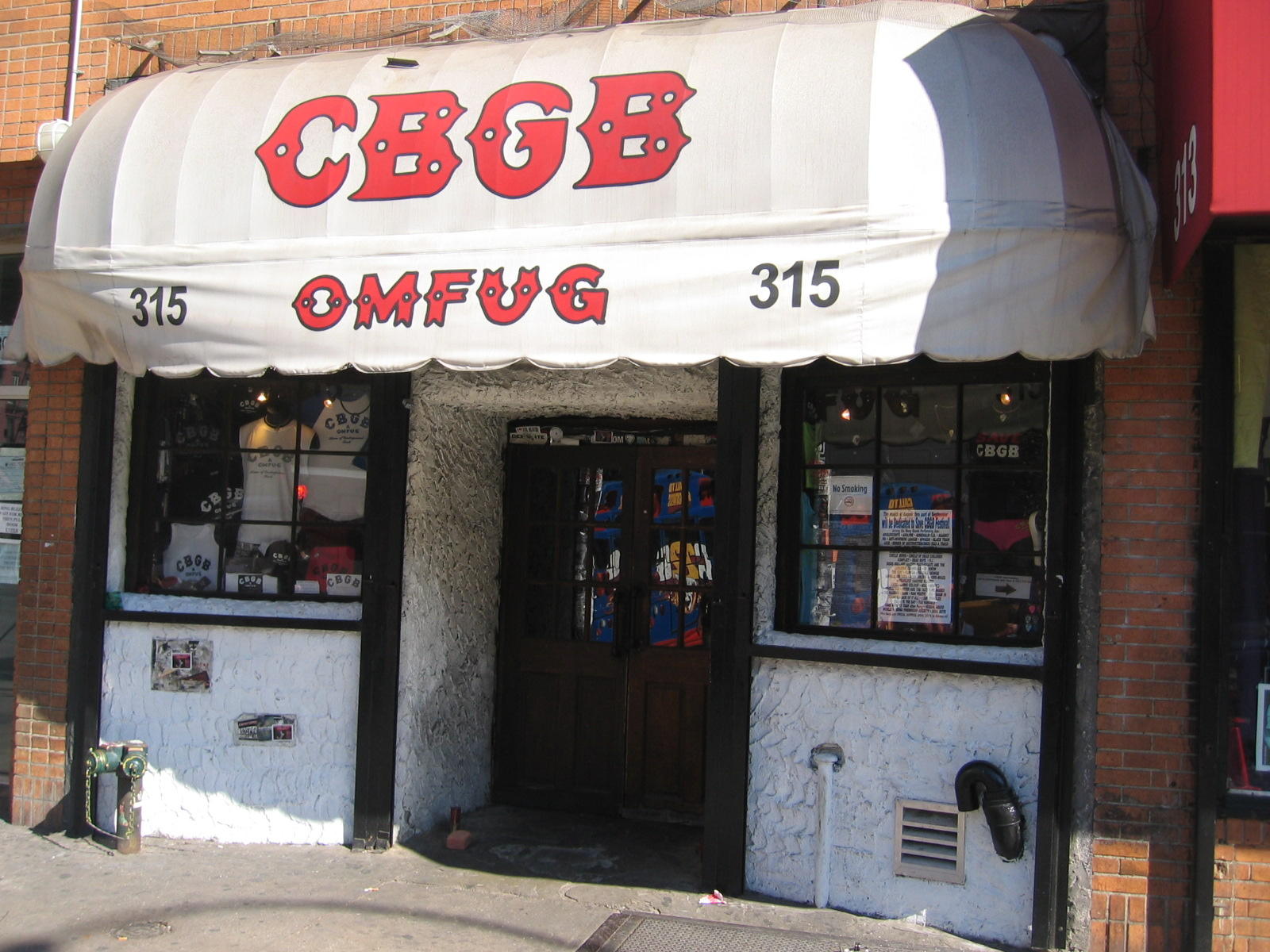
Fachada do CBGB, a famosa casa de shows de Nova Iorque onde Smith se apresentou

Em 15 de outubro de 2006, Smith fez uma apresentação ao vivo de 3 horas e meia para encerrar o CBGB, uma casa de shows ao vivo de Nova Iorque que foi imensamente influente durante grande parte do final do século XX e início do século XXI. No show do CBGB, Smith subiu ao palco às 21h30 (UTC−4) e encerrou a sua apresentação poucos minutos após a 1h da manhã. A sua última canção foi "Elegie", após a qual ela leu uma lista de músicos e defensores do punk rock que haviam morrido nos anos anteriores, representando a última música e palavras públicas apresentadas no icônico local.
Em abril de 2007, a versão de Smith da canção "Gimme Shelter" foi lançada no seu décimo álbum, Twelve, um álbum composto inteiramente por covers, lançado pela Columbia Records.
Em julho de 2008, um álbum ao vivo de Smith e Kevin Shields, The Coral Sea, foi lançado. Em 10 de setembro de 2009, após uma semana de eventos e exposições menores em Florença, Smith fez um concerto ao ar livre na Piazza Santa Croce, comemorando a sua apresentação na mesma cidade 30 anos antes.

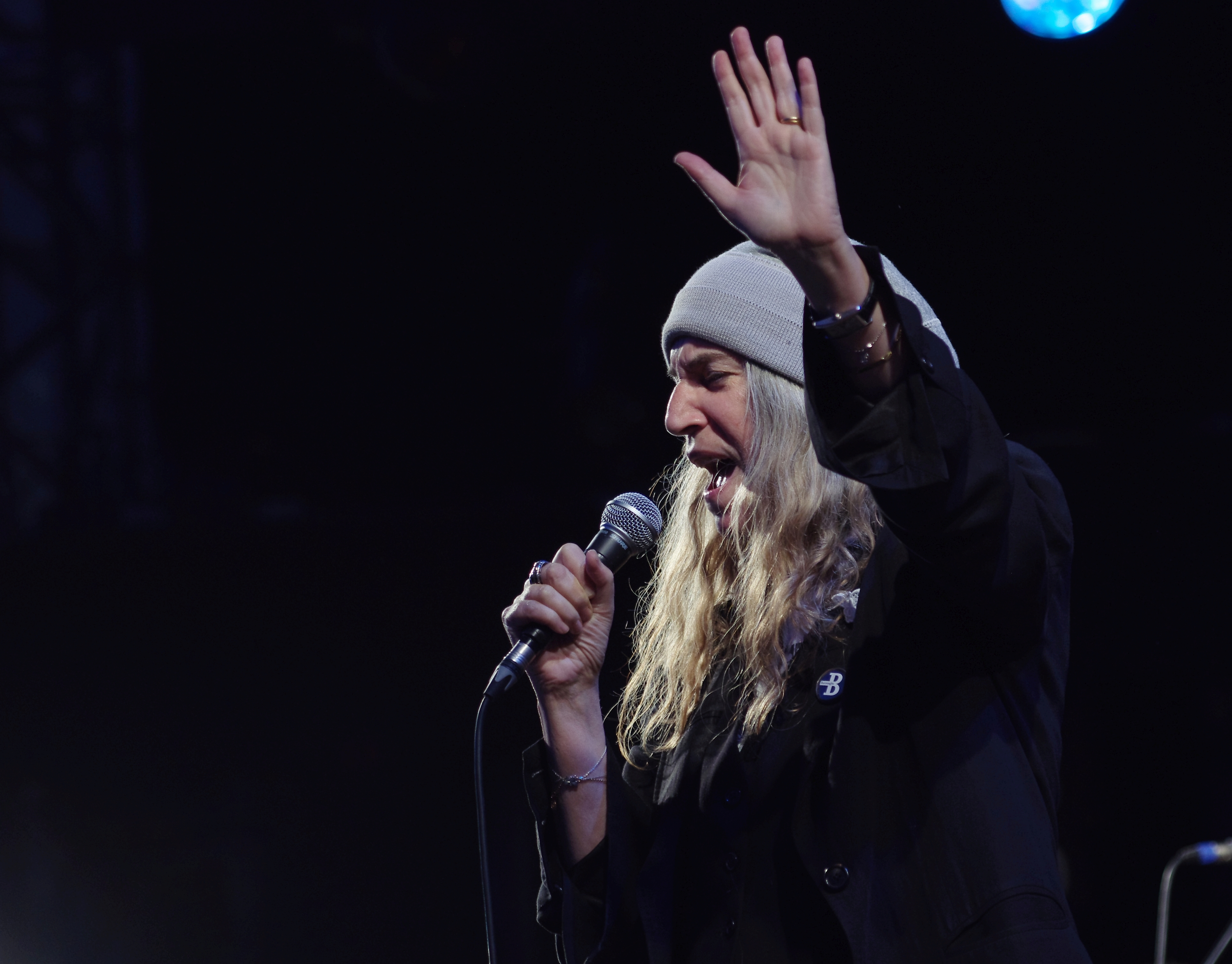
Smith se apresentando no Haldern Pop, na Renânia do Norte-Vestfália, Alemanha, em agosto de 2014

Smith gravou uma versão da canção "Words of Love", de Buddy Holly, para o CD Rave on Buddy Holly, um álbum tributo em homenagem ao 75.º aniversário de Holly, lançado em 28 de junho de 2011. Ela também gravou a canção "Capitol Letter" para a trilha sonora oficial do segundo filme da série Jogos Vorazes, A Esperança: Parte 1. O 11.º álbum de estúdio de Smith, Banga, foi lançado em junho de 2012. A revista American Songwriter escreveu que "essas canções não são tão altas ou frenéticas quanto as do seu auge no final dos anos 70, mas ressoam tão fortemente quanto ela murmura, canta, fala e solta letras com a graça e determinação de Muhammad Ali no seu melhor momento. Não é uma audição fácil—na verdade, a vasta maioria da sua música nunca foi—mas se você é fã e/ou está preparado para o desafio, este é tão potente, intenso e intransigente quanto ela já foi, e com a história de Smith como uma rebelde musical, isso é muito significativo." O Metacritic atribuiu ao álbum uma pontuação de 81, indicando "aclamação universal".

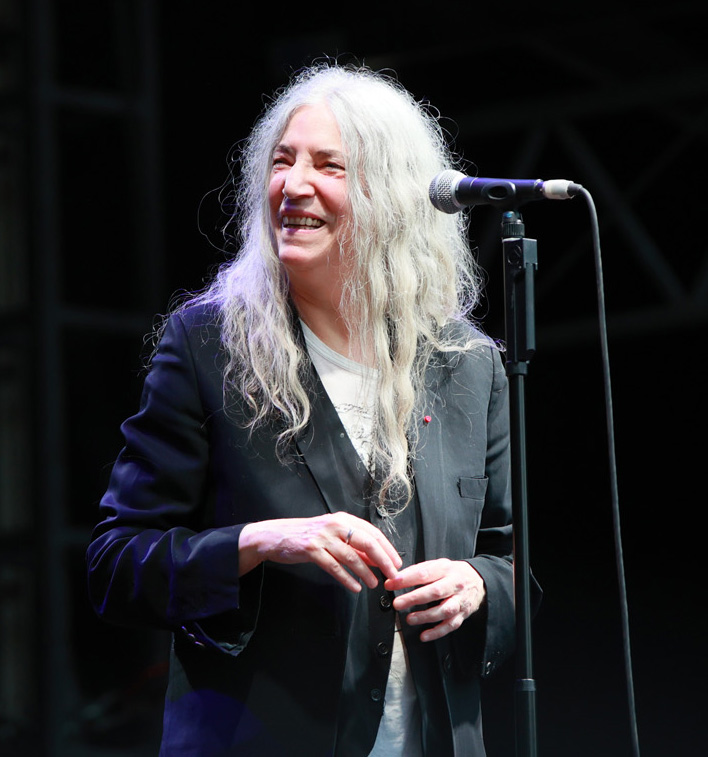
Smith se apresentando em Berlim, em junho de 2022

Ainda em 2012, Smith gravou uma versão de "Io come persona", do cantor e compositor italiano Giorgio Gaber. Em 2015, Smith escreveu "Aqua Teen Dream" para comemorar o episódio final da série Aqua Teen Hunger Force. A faixa vocal foi gravada num hotel com vista para a Baía dos Poetas, em Lerici. Em 26 de setembro de 2015, Smith apresentou-se na cerimônia de convocação do American Museum of Tort Law.
Em 6 de dezembro de 2015, Smith fez uma participação especial na apresentação do U2 em Paris, durante a turnê Innocence + Experience, onde apresentou as músicas "Bad" e "People Have the Power" ao lado da banda.
Em 2016, Smith apresentou "People Have the Power" na Igreja de Riverside em Manhattan para comemorar o 20.º aniversário do Democracy Now!, ao lado de Michael Stipe. Em 10 de dezembro de 2016, Smith participou da cerimônia de premiação do Nobel em Estocolmo, representando Bob Dylan, vencedor do Prêmio Nobel de Literatura, que não pôde comparecer devido a compromissos prévios.
Após o discurso oficial de apresentação do prêmio de literatura por Horace Engdahl, então secretário perpétuo da Academia Sueca, Smith cantou a música de Dylan "A Hard Rain's a-Gonna Fall". Durante a apresentação, ela se confundiu em um dos versos, cantando "I saw the babe that was just bleedin'", e ficou momentaneamente incapaz de continuar. Com um breve pedido de desculpas, dizendo que estava nervosa, ela retomou a música e, ao final, recebeu aplausos entusiasmados do público.

### Arte e escritos

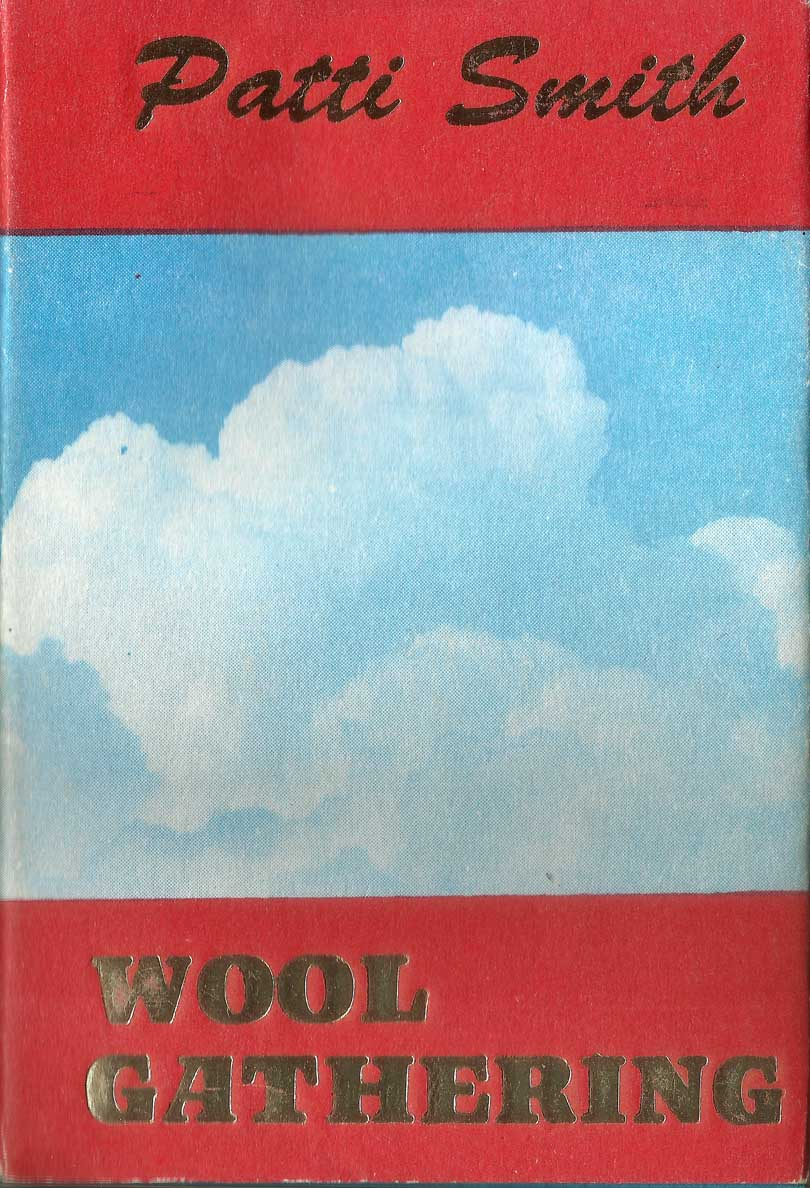
Capa de Woolgathering de Patti Smith, de 1992

Em 1994, Smith começou a dedicar-se ao que ela chama "fotografia pura", um método que captura objetos imóveis sem o uso de flash.
De novembro de 2006 a janeiro de 2007, uma exposição chamada "Sur les Traces", na Trolley Gallery, em Londres, exibiu impressões de polaroides tiradas por Smith e doadas à Trolley para arrecadar fundos e conscientizar sobre a publicação de Double Blind: Lebanon Conflict 2006, um livro com fotografias de Paolo Pellegrin, membro da Magnum Photos. Smith também participou do comentário em DVD de Aqua Teen Hunger Force Colon Movie Film for Theaters.
De 28 de março a 22 de junho de 2008, a Fondation Cartier pour l'Art Contemporain em Paris apresentou uma grande exposição das obras de arte visual de Land 250, composta por peças criadas por Smith entre 1967 e 2007. Em 2009, Smith contribuiu com a introdução do livro 50 Photographs, de Jessica Lange.

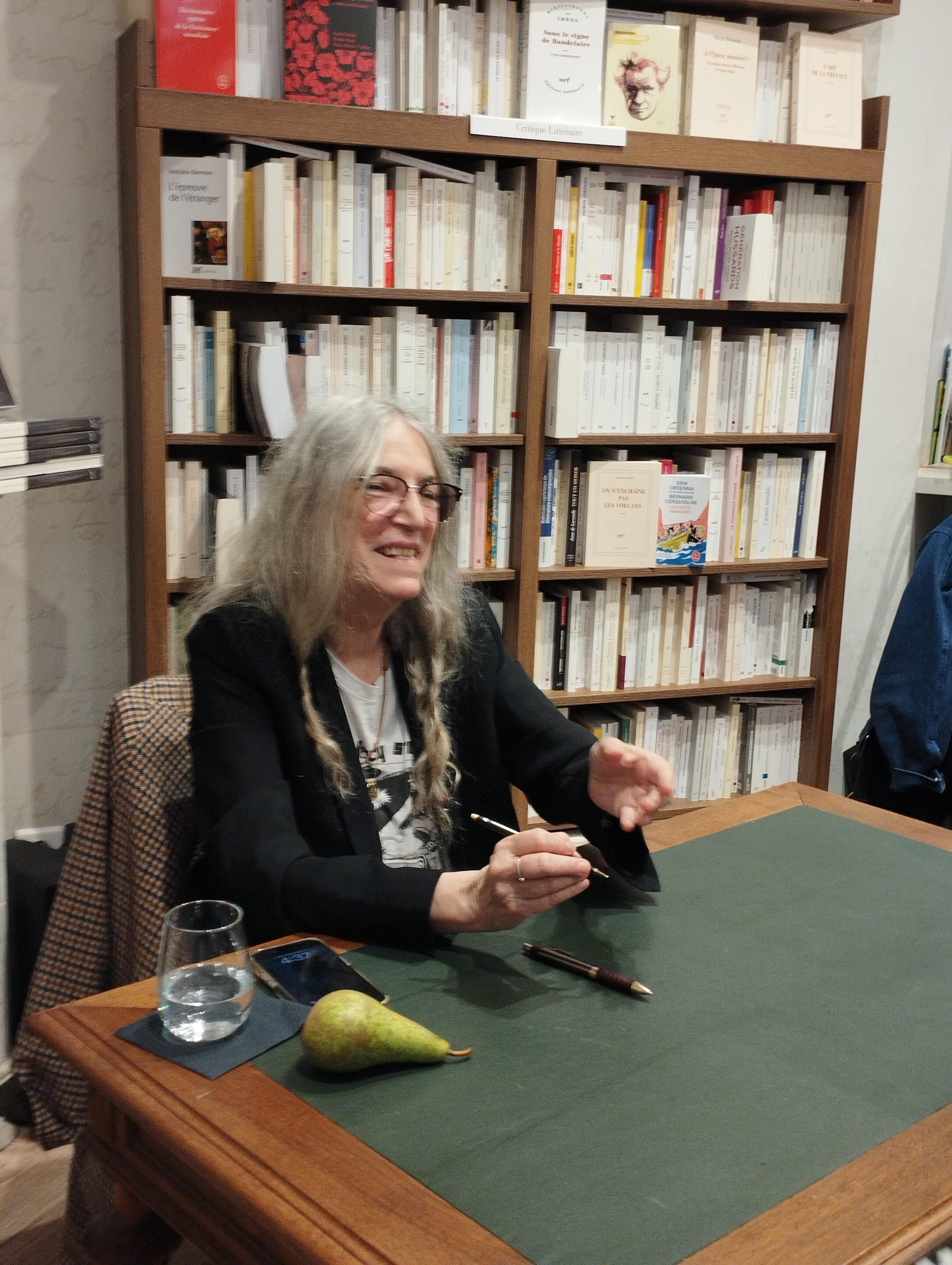
Patti Smith em sessão de autógrafos na livraria Gallimard, em setembro de 2023

Em 2010, Smith publicou o livro Just Kids, uma memória sobre seu tempo em Manhattan na década de 1970 e sua relação com Robert Mapplethorpe, que venceu o National Book Award na categoria de Não-Ficção no mesmo ano. Em 2018, uma nova edição de Just Kids, com fotografias e ilustrações adicionais, foi lançada. Smith também foi a atração principal de um concerto beneficente organizado pelo colega de banda Tony Shanahan, em prol do Court Tavern em New Brunswick, Nova Jérsei, apresentando músicas como "Gloria", "Because the Night" e "People Have the Power".
Em 2011, Smith anunciou a primeira exposição das suas fotografias em museus nos Estados Unidos, intitulada Camera Solo. Ela nomeou o projeto com base num sinal que viu na residência do Papa Celestino V, que se traduz como "um quarto só seu", e que Smith acreditava descrever melhor o seu método solitário de fotografia. A exposição apresentou artefatos que eram itens do dia a dia ou locais significativos para artistas que Smith admira, incluindo Rimbaud, Charles Baudelaire, John Keats e William Blake. Em fevereiro de 2012, ela foi convidada ao Festival de Sanremo.
Ainda em 2011, Smith estava trabalhando num romance policial ambientado em Londres. "Estou desenvolvendo uma história de detetive que começa na igreja St Giles in the Fields, em Londres, há dois anos", ela contou à NME, acrescentando que "adorava histórias de detetive" e era fã do detetive fictício britânico Sherlock Holmes e do autor de crimes dos EUA Mickey Spillane durante a sua juventude.

### Aparições em filmes
Em 2010, Smith fez uma aparição especial no filme Socialisme, de Jean-Luc Godard, exibido pela primeira vez no Festival de Cannes naquele ano.
Em 2017, ela apareceu como ela mesma em Song to Song, ao lado de Rooney Mara e Ryan Gosling, dirigido por Terrence Malick. Mais tarde, fez uma aparição numa apresentação do U2 em Detroit durante a turnê The Joshua Tree 2017, onde performou "Mothers of the Disappeared".
Em 2018, o filme-concerto documentário Horses: Patti Smith and her Band estreou no Festival de Cinema de Tribeca. Além disso, Smith narrou a experiência de realidade virtual Spheres: Songs of Spacetime, dirigida por Darren Aronofsky, ao lado de Millie Bobby Brown e Jessica Chastain.
Em janeiro de 2019, as suas fotografias foram exibidas na galeria Diego Rivera do Instituto de Arte de São Francisco, e ela apresentou-se no The Fillmore, em São Francisco.
Em 2019, Smith performou "People Have the Power" com Stewart Copeland e o Choir! Choir! Choir! no Festival Onassis 2019: Democracy Is Coming. Mais tarde naquele ano, ela lançou o seu mais recente livro, Year of the Monkey, que foi descrito como "um cativante e redentor relato de um ano em que Smith olhou intensamente para o abismo", segundo a crítica da Kirkus Reviews.
Em 2024, Smith apareceu como ela mesma no documentário Turn in the Wound, de Abel Ferrara, que explora performance, poesia, música e a experiência de pessoas em guerra, focando na vida em Kyiv desde o início da invasão russa à Ucrânia. Ela compôs a música do filme e recitou poemas de Antonin Artaud, René Daumal e Arthur Rimbaud com a sua própria voz. O filme estreou no 74.º Festival Internacional de Cinema de Berlim em 16 de fevereiro de 2024.

## Influência na música
Um dos primeiros músicos a fazer referência a Smith foi Todd Rundgren. Nos créditos do seu álbum de 1972, Something/Anything?, Rundgren escreveu que "Song of the Viking" foi "escrita na febril influência do 'd'oyle carte', uma doença crônica que remonta à minha juventude. Dedicado à senhorita Patti Lee Smith." Sete anos depois, Rundgren produziu o álbum final do Patti Smith Group, Wave.
Em 1979, Gilda Radner interpretou uma personagem chamada Candy Slice, inspirada em Smith, no programa Saturday Night Live. Em 1983, a banda de rock anglo-celta The Waterboys lançou o seu single de estreia, "A Girl Called Johnny", como uma homenagem a Smith.
A canção "Violet", da banda Hole, lançada em 1994, inclui os versos: "And the sky was all violet / I want it again, but violent, more violent", aludindo às letras da canção "Kimberly" de Smith. Em 2010, a vocalista Courtney Love afirmou que considerava "Rock N Roll Nigger" de Smith a maior canção de rock de todos os tempos e creditou Smith como uma grande influência. Love recebeu o álbum Horses de Smith num centro de detenção juvenil na adolescência e "percebeu que era possível fazer algo completamente subversivo que não envolvesse violência [ou] delitos. Parei de me meter em problemas."
Em 1998, Michael Stipe, do R.E.M., publicou uma coleção de fotos intitulada Two Times Intro: On the Road with Patti Smith. Stipe fez vocais de apoio nas canções "Last Call" e "Glitter in Their Eyes" de Smith. Smith também cantou vocais de fundo nas músicas "E-Bow the Letter" e "Blue" do R.E.M. Uma década depois, em 2008, Stipe afirmou que o álbum Horses foi uma de suas inspirações, dizendo: "Decidi então que iria formar uma banda," referindo-se ao impacto que o álbum teve sobre ele.
Em 2000, a banda australiana de rock alternativo The Go-Betweens dedicou a canção "When She Sang About Angels", do seu álbum The Friends of Rachel Worth, a Smith.
Em 2004, Shirley Manson, da banda Garbage, falou sobre a influência de Smith na edição da Rolling Stone chamada "The Immortals: 100 Greatest Artists of All Time", na qual Smith foi classificada como a 47.ª. Os membros do The Smiths, Morrissey e Johnny Marr, também apreciam Horses e revelaram que a sua canção "The Hand That Rocks the Cradle" é uma reinterpretação de uma faixa do álbum, "Kimberly". No mesmo ano, o Sonic Youth lançou um álbum chamado Hidros 3 (to Patti Smith).
Em 2005, o U2 citou Smith como uma influência. No mesmo ano, a cantora e compositora escocesa KT Tunstall lançou "Suddenly I See", um single como uma espécie de tributo a Smith. O ator canadense Elliot Page frequentemente menciona Smith como um dos seus ídolos e realizou diversas sessões de fotos replicando imagens famosas de Smith, enquanto a atriz irlandesa Maria Doyle Kennedy frequentemente se refere a Smith como uma grande influência. "Ela era o epítome de uma mulher culta e inteligente, tomando as rédeas e sendo respeitada por seus pares", observou Maria McKee.
Em 2012, Madonna citou Patti Smith como uma das suas maiores influências. Mesmo ano em que Patti Smith recebeu um doutoramento honorário em belas-artes pelo Institute Pratt, no Brooklyn. Após a concessão do título, Smith fez o discurso de formatura e apresentou duas canções ao lado do seu antigo colega de banda, Lenny Kaye. No seu discurso, Smith mencionou que, ao se mudar para Nova Iorque em 1967, provavelmente não teria sido aceite no Pratt, mas que a maioria dos seus amigos, incluindo Robert Mapplethorpe, eram estudantes da instituição. Ela passou inúmeras horas no campus do Pratt e destacou que foi por meio dos amigos e professores de lá que adquiriu grande parte das suas próprias habilidades artísticas.
Em 2018, a banda inglesa Florence and the Machine dedicou a canção "Patricia" do álbum High As Hope a Patti Smith. Nos versos, a vocalista Florence Welch refere-se a Smith como a sua "estrela do norte". O músico canadense de country Orville Peck também citou Smith como uma grande influência, afirmando que o álbum Horses apresentou-lhe uma nova e diferente maneira de fazer música. A cantora e compositora poética Joustene Lorenz igualmente reconhece Patti Smith como uma "influência poderosa" na sua vida e na sua música.
Em novembro de 2020, Patti Smith seria homenageada com o Prêmio Internacional de Humanidades pela Universidade Washington em St. Louis; no entanto, a cerimônia foi cancelada devido à pandemia de COVID-19. Em 2022, ela recebeu o título de Doutora Honorária em Letras Humanas pela Universidade Columbia. Ainda em 2022, Smith foi nomeada Oficial da Legião de Honra Francesa (Officier de l’Ordre national de la Légion d’honneur). A condecoração foi entregue durante a celebração cultural "Night of Ideas" em Brooklyn, pelo embaixador francês nos Estados Unidos, Philippe Étienne.
Em 2023, Patti Smith foi nomeada para a introdução no Songwriters Hall of Fame. No mesmo ano, ela foi classificada em 117.º lugar na lista dos 200 Maiores Cantores de Todos os Tempos pela revista Rolling Stone.

## Ativismo

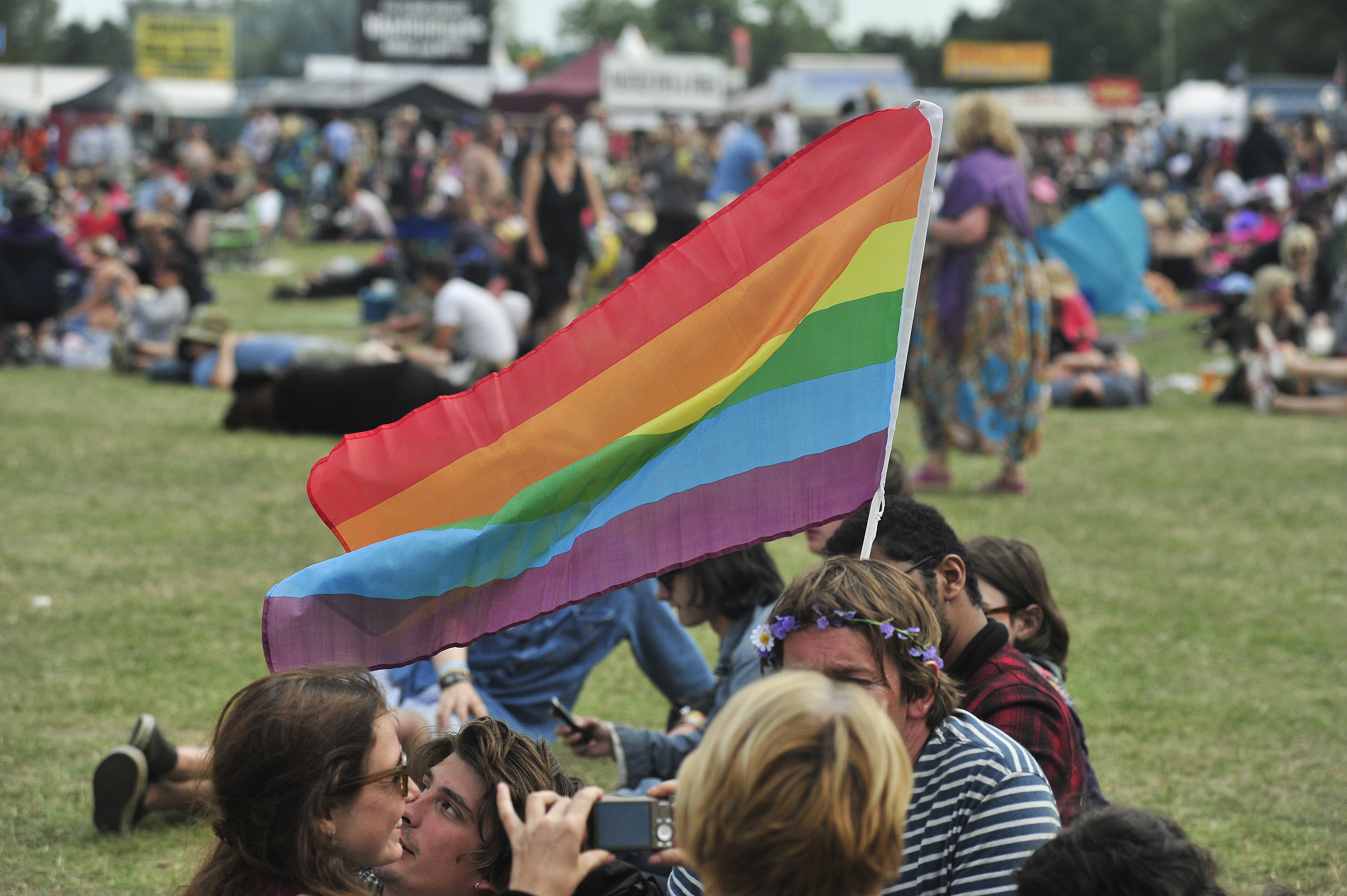
Bandeira LGBT no The Hop Farm Festival, em 2011

Em 1993, Patti Smith contribuiu com a faixa "Memorial Tribute (Live)" para o álbum beneficente No Alternative, cuja arrecadação foi destinada ao combate à AIDS.
Nas eleições presidenciais dos Estados Unidos em 2000, Patti Smith apoiou o Partido Verde e endossou Ralph Nader. Ela liderou o público cantando "Over the Rainbow" e "People Have the Power" nos comícios de Nader e apresentou-se em diversos eventos subsequentes de "Democracy Rising" organizados por ele. Smith também foi oradora e cantora nos primeiros protestos contra a Guerra do Iraque enquanto o presidente George W. Bush discursava na Assembleia Geral das Nações Unidas. Em 2004, Smith apoiou o candidato democrata John Kerry, e Bruce Springsteen continuou a apresentar "People Have the Power" nos eventos da campanha Vote for Change. No inverno de 2004-2005, Smith voltou a fazer turnê com Nader numa série de comícios contra a Guerra do Iraque, pedindo o impeachment de Bush.

Em setembro de 2006, Smith estreou duas novas canções de protesto em Londres. Louise Jury, escrevendo para The Independent, descreveu as músicas como "uma acusação emocional contra a política externa de Israel e dos Estados Unidos". A canção "Qana" abordava o ataque aéreo israelense contra a aldeia libanesa de Qana. Já "Without Chains" tratava da história de Murat Kurnaz, um cidadão turco nascido e criado na Alemanha, que ficou preso por quatro anos no campo de detenção de Guantánamo. Segundo o artigo de Jury, Smith declarou:
"Escrevi ambas as músicas em resposta direta a eventos que me causaram indignação. São injustiças contra crianças e jovens que estão sendo encarcerados. Sou americana, pago impostos no meu nome e estão destinando milhões e milhões de dólares a um país como Israel, com bombas de fragmentação e tecnologia de defesa, e essas bombas foram lançadas sobre cidadãos comuns em Qana. É terrível. É uma violação dos direitos humanos".
Numa entrevista de 2009, Smith afirmou que a família de Kurnaz entrou em contato com ela e que escreveu um pequeno prefácio para o livro que ele estava escrevendo, lançado em março de 2008.
Em março de 2003, dez dias após a morte de Rachel Corrie, Smith realizou um concerto contra a guerra em Austin, Texas, e, posteriormente, escreveu "Peaceable Kingdom", uma canção inspirada e dedicada a Corrie. Em 2009, durante o seu concerto Meltdown no Festival Hall, ela homenageou os iranianos que participavam dos protestos pós-eleitorais ao dizer "Where is My Vote?" numa versão da canção "People Have the Power".
Em 2015, Smith participou com Ralph Nader da cerimônia de inauguração do American Museu Americano de Direito Civil em Winsted, Connecticut, onde discursou e apresentou as canções "Wing" e "People Have the Power". Em 2016, Smith participou da conferência Breaking Through Power, organizada por Nader no DAR Constitution Hall em Washington, D.C., onde fez leituras de poesias, discursos e interpretou várias canções ao lado da sua filha, Jesse.
Há muito tempo apoiadora do Tibet House US, Smith participa anualmente no evento beneficente da organização, realizado no Carnegie Hall.
Em 2020, Smith doou exemplares autografados da primeira edição dos seus livros para a livraria Passages, em Portland, Oregon, após o estabelecimento ter sido alvo de um furto que resultou na perda de valiosas primeiras edições e outras obras de diversos autores. Smith considera as mudanças climáticas a principal questão do nosso tempo e, em 2021, apresentou-se na cerimônia de abertura da Conferência das Nações Unidas sobre as Mudanças Climáticas de 2021 (COP26).
Em maio de 2021, mais de 600 músicos, incluindo Patti Smith, assinaram uma carta aberta pedindo um boicote a apresentações em Israel até que a ocupação dos territórios palestinos acabe.
No dia 24 de fevereiro de 2022, Patti Smith se apresentou no The Capitol Theatre, em Port Chester, Nova Iorque, pela primeira vez, afirmando: "Eu estaria mentindo se dissesse que não estou afetada pelo que está acontecendo no mundo", referindo-se à invasão russa da Ucrânia ocorrida naquele dia. Ela declarou: "A paz como a conhecemos acabou na Europa". Numa postagem no Instagram em 6 de março de 2022, ela escreveu: "Isso é o que ouvi no meu sono e passa pela minha cabeça dia e noite como uma canção trágica de sucesso. Uma tradução crua do hino ucraniano que o povo está cantando entre lágrimas desafiadoras".

## Crenças

### Religião
Patti Smith foi criada como Testemunha de Jeová e teve uma forte educação religiosa, com uma formação bíblica. Ela afirma que deixou a religião organizada na adolescência por considerá-la muito restritiva. Essa experiência inspirou as suas letras, "Jesus morreu pelos pecados de alguém, mas não pelos meus", que aparecem na sua versão da canção "Gloria", do grupo Them. Ela também descreveu ter um grande interesse pelo budismo tibetano por volta dos 11 ou 12 anos, afirmando: "Eu me apaixonei pelo Tibete porque a sua missão essencial era manter um fluxo contínuo de oração." No entanto, como adulta, Smith percebe paralelos claros entre diferentes formas de religião e concluiu que os dogmas religiosos são "…leis feitas pelo homem que você pode decidir seguir ou não."
Em 2014, Patti Smith foi convidada pelo Papa Francisco para se apresentar no concerto de Natal no Vaticano. Ela comentou: "É um concerto de Natal para o povo, e será televisionado. Eu gosto do Papa Francisco e estou feliz em cantar para ele. Quem tenta me restringir a uma frase de 20 anos atrás é um tolo! Tive uma forte educação religiosa, e a primeira palavra do meu primeiro álbum é Jesus. Pensei muito sobre isso. Não sou contra Jesus, mas eu tinha 20 anos e queria cometer os meus próprios erros, não queria que ninguém morresse por mim. Defendo aquela jovem de 20 anos, mas evoluí. Eu cantarei para o meu inimigo! Não gosto de ser rotulada e farei o que eu quiser, especialmente na minha idade... oh, espero que não haja crianças pequenas aqui!"
Em 2021, Patti Smith apresentou-se novamente no Vaticano e comentou ao programa Democracy Now! que estudou São Francisco de Assis enquanto o Papa Bento XVI ainda era o papa. Smith descreveu São Francisco como "realmente o santo ambientalista" e afirmou que, apesar de não ser católica, ela esperava por um papa chamado Francisco.

### Feminismo
Segundo o biógrafo Nick Johnstone, Patti Smith tem sido frequentemente "reverenciada" como um "ícone feminista", incluindo por Simon Hattenstone, jornalista do The Guardian, num perfil da musicista publicado em 2013.
Em 2014, Patti Smith expressou a sua opinião sobre a sexualização das mulheres na música: "A música pop sempre esteve relacionada ao mainstream e ao que apela ao público. Não sinto que seja meu lugar julgar." Histórica e atualmente, Smith se recusa a abraçar o feminismo, afirmando: "Eu tenho um filho e uma filha; as pessoas sempre falam comigo sobre feminismo e direitos das mulheres, mas eu também tenho um filho — eu acredito em direitos humanos".
Em 2015, a escritora Anwen Crawford observou que a "atitude de Smith relativamente ao gênio parece pré-feminista, se não anti-feminista; não há um impulso democratizante ou desconstrutivo no seu trabalho. Para Smith, verdadeiros artistas são figuras remotas e solitárias de excelência, totalmente dedicadas à sua arte".

### Prêmios
Em julho de 2005, Smith foi nomeada Comandante da Ordem das Artes e das Letras pelo Ministro da Cultura da França. Além da influência de Smith na música rock, o ministro destacou a sua apreciação por Arthur Rimbaud. Em agosto de 2005, Smith proferiu uma palestra literária sobre os poemas de Rimbaud e William Blake.
Em 12 de março de 2007, Smith foi introduzida no Hall da Fama do Rock and Roll. Ela dedicou o seu prêmio à memória do seu falecido marido, Fred, e apresentou uma versão da música "Gimme Shelter" dos Rolling Stones. Como número de encerramento da cerimônia de indução, "People Have the Power" de Smith foi utilizada na grande jam de celebridades que tradicionalmente finaliza o programa.
Em 2008, foi lançado o documentário Patti Smith: Dream of Life, dirigido por Steven Sebring. Nesse mesmo ano, a Universidade Rowan concedeu a Smith um doutorado honorário em reconhecimento às suas contribuições à cultura popular.
Em 2011, Smith foi uma das vencedoras do Polar Music Prize. Nesse mesmo ano, fez a sua estreia como atriz na televisão, aos 64 anos, na série Law & Order: Criminal Intent, aparecendo no episódio intitulado "Icarus".

## Vida pessoal

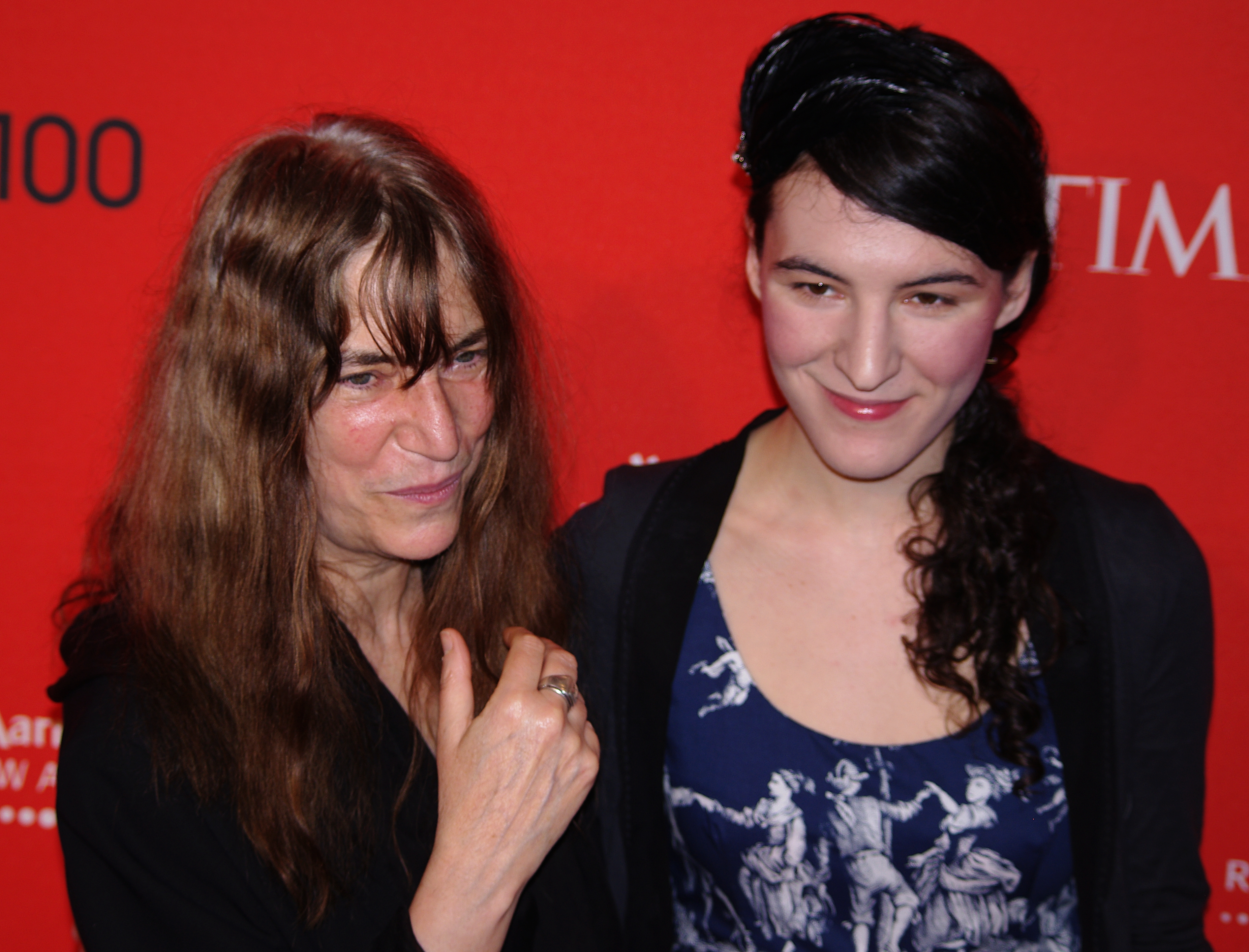
Smith (à esquerda) e a sua filha Jesse Smith na gala do Time 100 em 2011

Em 1967, Smith, de 20 anos, deixou o Glassboro State College (atualmente Universidade Rowan) e se mudou para Manhattan, onde começou a trabalhar numa livraria com a amiga e poeta Janet Hamill. No dia 26 de abril de 1967, aos 20 anos, Smith deu à luz a sua primeira filha e a colocou para adoção.
Enquanto trabalhava na livraria, conheceu o fotógrafo Robert Mapplethorpe, com quem começou um intenso relacionamento romântico, que foi conturbado devido à luta do casal contra a pobreza e à sexualidade de Mapplethorpe. Smith usou fotografias dele como capas para seus álbuns e escreveu ensaios para vários dos seus livros, incluindo o póstumo Flowers, a seu pedido. Os dois permaneceram amigos até a morte de Mapplethorpe em 1989.
Smith considera Mapplethorpe uma das pessoas mais influentes e importantes na sua vida. Ela chama-o de "o artista da minha vida" no seu livro Just Kids, que narra a história do relacionamento deles. O seu livro e o álbum The Coral Sea são uma homenagem a Mapplethorpe.
Em 1979, aos aproximadamente 32 anos, Smith separou-se do seu parceiro de longa data, Allen Lanier, e conheceu Fred "Sonic" Smith, ex-guitarrista da banda de rock MC5 e da Sonic's Rendezvous Band. Assim como Patti, Fred adorava poesia. "Dancing Barefoot", inspirada em Jeanne Hébuterne e o seu amor trágico por Amedeo Modigliani, e "Frederick" foram-lhe dedicadas. Uma piada recorrente na época era que ela se casou com Fred apenas porque não precisaria mudar de nome. Eles tiveram um filho, Jackson (nascido em 1982), que se casou com Meg White, baterista do The White Stripes, de 2009 a 2013, e uma filha, Jesse Paris (nascida em 1987), que é musicista e compositora.
Fred Smith morreu de um ataque cardíaco em 4 de novembro de 1994. Pouco depois, Patti enfrentou a morte inesperada do seu irmão Todd.

## Premiações
| Prêmio                 | Ano  | Indicações               | Categorias                         | Resultado | Ref.    |
| ---------------------- | ---- | ------------------------ | ---------------------------------- | --------- | ------- |
| ASCAP Pop Music Awards | 1995 | "Because the Night"      | Most Performed Song                | Venceu    | [ 140 ] |
| Grammy Awards          | 1998 | "1959"                   | Best Female Rock Vocal Performance | Indicado  | [ 141 ] |
| Grammy Awards          | 2001 | "Glitter in Their Eyes"  | Best Female Rock Vocal Performance | Indicado  | [ 141 ] |
| Grammy Awards          | 2016 | Blood On Snow (Jo Nesbø) | Best Spoken Word Album             | Indicado  | [ 141 ] |
| Grammy Awards          | 2017 | M Train                  | Best Spoken Word Album             | Indicado  | [ 141 ] |
| Grammy Hall of Fame    | 2021 | Horses                   | Hall of Fame                       | Venceu    | [ 142 ] |

## Integrantes

### Atuais
- Patti Smith – vocais, guitarra (1974–1979, 1988, 1996–presente)
- Lenny Kaye – guitarra (1974–1979, 1996–presente)
- Jackson Smith – guitarra (2016–presente)
- Tony Shanahan – baixo, teclado (1996–presente)
- Jay Dee Daugherty – bateria (1975–1979, 1988, 1996–presente)

### Ex-integrantes
- Richard Sohl – teclados (1974–1977, 1979, 1988; morreu em 1990)
- Ivan Král – baixo (1975–1979; morreu em 2020)[143]
- Bruce Brody – teclados (1977–1978)
- Fred "Sonic" Smith – guitarra (1988; morreu em 1994)
- Kasim Sulton – baixo (1988)
- Oliver Ray – guitarra (1996–2005)
- Jack Petruzzelli – guitarra (2006–2016)

## Discografia

### Estúdio
- Horses (1975)
- Rádio Ethiopia (1976)
- Easter (1978)
- Wave (1979)[a]
- Dream of Life (1988)
- Gone Again (1996)
- Peace and Noise (1997)
- Gung Ho (2000)
- Trampin' (2004)
- Twelve (2007)
- Banga (2012)
- Mummer Love (2019)[nota 1]
- Paredam (2020)[nota 2]
- The Perfect Vision Reworking (2022)[nota 3]

### Ao vivo
- Patti Smith and Her Band: Horses (maio de 2018)
- Horses/Horses (2005, duplo)
- Patti Smith and her band: Trampin' / Live aux Vieilles Charrues 2004 (2006, duplo) // Live in France [Festival des Vieilles Charrues, Carhaix-Plouguer, 24 jul 2004] (2011)
- The coral sea — Patti Smith, Kevin Shields (2008, duplo)
- Patti Smith — Easter rising — The Place, Eugene, Oregon, May 9th, 1978 (2011)
- Live in Germany 1979 [Essen, 21 abr] (2012, duplo)
- Dead city [Live at Bowery Ballroom, New York, 10 fev 2000 + Pistoia Blues Festival, jul 1999] (sem data)

### Coletâneas
- Land (1975–2002) (2002, duplo)
- Outside society (2011)

### Outros
- Hey Joe / Radio Ethiopia (1977)
- Set free (1978)
- The Patti Smith masters (1996)
- iTunes Originals (2008)

### Livros
- Cowboy Mouth (1971) co-escrito com Sam Shepard
- Seventh Heaven (1972)
- Early Morning Dream (1972)
- A Useless Death (1972)
- Witt (1973)
- The Night (1976) poemas com Tom Verlaine
- Ha! Ha! Houdini! (1977)
- Babel (1978)
- Woolgathering (1992)
- Early Work (1994)
- The Coral Sea (1996)
- Patti Smith Complete (1998)
- Strange Messenger (2003)
- Auguries of Innocence (2005)
- Poems (Vintage Classics) por William Blake
- Land 250 (2008)
- Trois (2008)
- Great Lyricists; foreword by Rick Moody (2008)
- Just Kids (2010)
- Hecatomb (2014) With 20 drawings by Jose Antonio Suarez Londono
- M Train (2015)[b]
- Devotion (2017)[c]
- The New Jerusalem (2018)
- Just Kids (Illustrated edition) (2018)
- at the Minetta Lane (2018)
- Year of the Monkey (2019)
- A Book of Days (2022)[d][e]

### Ensaios e relatórios
- Smith, Patti (February 13–20, 2023). "Tom Verlaine". The Talk of the Town. Postscript. The New Yorker. 99 (1): 17.